# Paderborner SC
Der Paderborner Squash Club (kurz: Paderborner SC oder PSC) ist ein Squashverein aus Paderborn. Er ist Rekordmeister der 1. Squash-Bundesliga und Rekordsieger des Europapokals der Landesmeister.

## Geschichte
Der Paderborner Squash Club wurde im Jahr 1979 gegründet und ist im Ahorn-Sportpark beheimatet. Seit Jahren ist der Verein in der höchsten Spielklasse im Squash vertreten und mit insgesamt 19 Titeln auch Rekordmeister bei den Herren. Im Europapokal der Landesmeister, den European Squash Club Championships, konnte der PSC bislang zwölf Titel erringen. Damit ist er vor Capitol St. Cloud aus Paris Rekordsieger in diesem Wettbewerb. Bei den Damen gewann der Verein bislang 1994, 1995, von 2015 bis 2019 sowie von 2023 bis 2025 den Meistertitel. Der PSC gewann bislang dreimal das Grüne Band für vorbildliche Jugendarbeit, welches vom Deutschen Olympischen Sportbund vergeben wird (1987, 1999 und 2007) und war zudem 2011 Ausrichter der Mannschaftsweltmeisterschaft der Herren.

## Mannschaften
Der Paderborner SC nahm in der Saison 2024/25 mit einer Mannschaft in der 1. Squash-Bundesliga Nord teil. Ebenso startete er mit einer Mannschaft in der Damen-Bundesliga.

## Erfolge
- Rekordmeister der 1. Squash-Bundesliga der Herren: 19 Titel (1999, 2002, 2003, 2005, 2007–2010, 2012, 2014–2022, 2024)
- Rekordmeister der 1. Squash-Bundesliga der Damen: 10 Titel (1994, 1995, 2015–2019, 2023–2025)
- Rekordmeister der European Squash Club Championships: 12 Titel (2003–2005, 2007, 2008, 2010, 2011, 2016, 2018, 2019, 2022, 2023)
- Mannschaft des Jahres in Paderborn: 9 Auszeichnungen (1999, 2002–2004, 2007, 2008, 2011, 2022, 2023)